# Science de la nature
Pour les articles homonymes, voir Sciences de la nature (homonymie).
Les sciences de la nature ou sciences naturelles ont pour objet le monde naturel. Il s'agit de termes surtout utilisés dans le domaine de l'enseignement scolaire.
Les termes « sciences de la nature », « sciences naturelles » et « histoire naturelle » sont, dans la pratique, équivalents, et mettent l'accent sur la diversité des sciences, chacune spécialisée, qui étudient la nature. 
Science de la nature au singulier est une modernisation récente de l'« histoire naturelle », terme le plus ancien des trois. Cette modernisation introduit une nuance sémantique : le singulier exprime l'unicité des sciences qui étudient la nature.

## Sous-ensembles des sciences de la nature
Liste par ordre alphabétique, non exhaustive :

### Sciences de la vie et de l'environnement
- Agroécologie
- Agronomie
- Anatomie
- Anthropologie (partiellement)
- Archéologie
- Biochimie
- Bioclimatologie
- Biogéochimie
- Biologie
- Biologie du développement
- Biophysique
- Botanique
- Cytologie
- Ecologie
- Écophysiologie
- Ecotoxicologie
- Embryologie
- Entomologie
- Herpétologie
- Histologie
- Hydrobiologie
- Ichtyologie
- Mammalogie
- Médecine
- Microbiologie
- Mycologie
- Ornithologie
- Paléoanthropologie
- Paléoécologie
- Paléontologie
- Pharmacologie
- Physiologie
- Systématique
- Toxicologie
- Virologie
- Zoologie

### Sciences de la Terre et de l'Univers
- Astrochimie
- Astronomie
- Astrophysique
- Climatologie
- Exobiologie
- Géochimie
- Géographie physique
- Géologie
- Géophysique
- Hydrogéologie
- Hydrologie
- Météorologie
- Minéralogie
- Océanographie
- Pédologie
- Pétrologie
- Sédimentologie
- Sismologie
- Spéléologie
- Volcanologie

### Sciences de la matière
- Chimie
- Chimie minérale
- Chimie organique
- Optique
- Physique
- Physique atomique
- Physique classique
- Physique des particules
- Physique nucléaire
- Physique ondulatoire
- Physique quantique
- Physique statistique
- Thermochimie
- Thermodynamique

## Sciences de la nature et sciences naturelles dans l'enseignement en France
Dans l'enseignement en France :
- l'appellation « sciences naturelles » désigne généralement l'ensemble des disciplines scientifiques portant sur l'étude de la nature au sens écologique ou environnemental du terme. C'est-à-dire de « l'ensemble formé par les sciences de la vie et celles de l'écosystème ayant permis l'éclosion de la vie »[1]. Elle peut regrouper les sciences de la vie et les sciences de la Terre : dans l'enseignement secondaire l'enseignement de la biologie et de la géologie constituait les sciences naturelles avec un CAPES, ainsi qu'une agrégation de sciences naturelles, pour cette dernière, la séparation fut institutionnellement établie en France en 1958, avec l'apparition des options « sciences de la Terre » et « sciences biologiques » [2]. De nos jours, un assortiment de sciences comprenant la zoologie la botanique certaines sciences de la Terre est enseigné dans les classes de l'enseignement primaire sous l'appellation « sciences naturelles » ;
- le terme « sciences de la nature » englobe, en français, un plus vaste ensemble de sciences, avec notamment la physique et la chimie ; ce terme s'oppose parfois aux sciences "abstraites" que constituent les mathématiques ;
- le terme « histoire naturelle », comme synonyme de sciences naturelles, a été peu, ou jamais, utilisé dans l'enseignement scolaire en France. Il est tout de même utilisé dans l'enseignement universitaire dans des disciplines telles que l'histoire des sciences ou au sein d'institutions s'occupant à la fois de recherche et d'enseignement telles que le Muséum national d'histoire naturelle.